# پردراگ جاییچ
پردراگ جاییچ (سیریلیک صربی: Предраг Ђајић؛ ۱ مهٔ ۱۹۲۲ – ۱۳ مهٔ ۱۹۷۹) بازیکن فوتبال اهل یوگسلاوی بود.
از باشگاه‌هایی که در آن بازی کرده‌است می‌توان به باشگاه فوتبال ستاره سرخ بلگراد، باشگاه فوتبال یوگسلاویا، و باشگاه فوتبال اسلاویا سارایوو اشاره کرد.
وی همچنین در تیم ملی فوتبال یوگسلاوی بازی کرده‌است.